# Christian Girard (diplomate)
Pour les articles homonymes, voir Christian Girard et Girard.
Christian Girard (15 septembre 1915 à Paris - 24 juillet 1985 à Paris) était un diplomate français.

## Biographie
De famille protestante, licencié en droit, diplômé de l'École libre des sciences politiques, Christian Girard s'engage dès juin 1940 dans les forces françaises libres. Il sera l'aide de camp du futur Maréchal Leclerc qu'il suit depuis les opérations du Tchad jusqu'à la prise de Berchtesgaden, en Allemagne, en tant que capitaine à l'état-major de la 2e division blindée. Il est fait compagnon de la Libération le 7 août 1945.
En 1945, il est intégré dans les cadres du Ministère des Affaires Étrangères où il sera, notamment, Consul adjoint à Calcutta (1947), deuxième Secrétaire à Téhéran (1950-1954), deuxième Secrétaire à Luxembourg (1955), deuxième conseiller à Berne (1959-1962). De 1976 à 1980, il est nommé Ambassadeur extraordinaire et plénipotentiaire de France au Kenya, avant de prendre sa retraite.
Il est décédé le 24 juillet 1985 et ses obsèques ont eu lieu en l'église réformée de l'Annonciation à Paris.

## Décorations
- Officier de la Légion d'honneur
- Compagnon de la Libération par décret du 7 août 1945[2]
- Commandeur de l'ordre national du Mérite
- Croix de guerre 1939–1945 (2 citations)
- Médaille de la Résistance française avec rosette par décret du 24 avril 1946[3]
- Chevalier de l'ordre du Mérite maritime
- Presidential Unit Citation (États-Unis)